# Aztlán 3.ª Sección (Jahuacte)
Aztlán 3.ª Sección (Jahuacte) es una localidad del municipio de Centro ubicado en la subregión centro del estado mexicano de Tabasco.

## Geografía
La localidad de Aztlán 3.ª Sección (Jahuacte) se sitúa en las coordenadas geográficas 18°05′24″N 92°41′27″O / 18.090000, -92.690833, a una elevación de 10 metros sobre el nivel del mar.

## Demografía
Según el Censo de Población y Vivienda 2020, efectuado por el Instituto Nacional de Estadística y Geografía, la localidad de Aztlán 3.ª Sección (Jahuacte) tiene 153 habitantes, de los cuales 83 son del sexo masculino y 70 del sexo femenino. Su tasa de fecundidad es de 2.4 hijos por mujer y tiene 42 viviendas particulares habitadas.
| Gráfica de evolución demográfica de Aztlán 3.ª Sección (Jahuacte) entre 1910 y 2020 |
|                                                                                     |
| INEGI.                                                                              |